# Homo homini lupus
Homo homini lupus est je latinska izreka značenja "čovjek je čovjeku vuk." Potječe iz 495. stiha komedije Magarci, 195. pr. Kr. rimskog pisca komedija, Plauta.
Izreka je postala poznata kroz djelo državnog teoretičara i filozofa Thomasa Hobbesa. Uvijek se tvrdilo da je ovaj izraz prvi put korišten u njegovom najpoznatijem djelu Levijatan, međutim istina je da je prvi put spomenuto u posveti djela De Cive, koje je Hobbes posvetio Williamu Cavendishu. On je koristio Homo homini lupus kao opis prije-državnog prirodnog stanja čovjeka. Malo je poznato, ali za shvaćanje značenja izreke je Hobbesovo relativiranje rečenice: On piše, da su "obje rečenice točne: Čovjek je Bog drugom čovjeku, i: Čovjek je čovjeku vuk; i tada kada se građani između sebe usporede, tada se i države mogu među sobom usporediti."
Danas se uglavnom značenje izraza koristi iz konteksta tako da „čovjek je čovjeku vuk“, se slobodno prevodi: „Čovjek se prema svom bližnjem ponaša nečovječno.“ 
Stilski, rečenica sadrži poliptoton kao i aliteraciju.